# Nuncjatura Apostolska w Portugalii
Nuncjatura Apostolska w Portugalii – misja dyplomatyczna Stolicy Apostolskiej w Republice Portugalskiej. Siedziba nuncjusza apostolskiego mieści się w Lizbonie.
Nuncjusz apostolski pełni tradycyjnie godność dziekana korpusu dyplomatycznego akredytowanego w Portugalii od momentu przedstawienia listów uwierzytelniających.

## Historia
Papieże mianują swoich przedstawicieli w Portugalii od co najmniej XV w.

## Nuncjusze apostolscy w Portugalii
- 1896–1903 – kard. Andrea Aiuti Włoch; kreowany kardynałem w 1903
- abp Giuseppe Macchi (1904 – 1906) Włoch
- abp Giulio Tonti (1906 – 1915) Włoch
- abp Achille Locatelli (1918 – 1922) Włoch
- abp Sebastiano Nicotra (1923 – 1928) Włoch
- abp Giovanni Beda Cardinale (1928 – 1933) Włoch
- abp Pietro Ciriaci (1934 – 1953) Włoch
- abp Fernando Cento (1953 – 1958) Włoch
- abp Giovanni Panico (1959 – 1962) Włoch
- abp Maximilien de Fürstenberg (1962 – 1967) Belg
- abp Giuseppe Maria Sensi (1967 – 1976) Włoch
- abp Angelo Felici (1976 – 1979) Włoch
- abp Sante Portalupi (1979 – 1984) Włoch
- abp Salvatore Asta (1984 – 1989) Włoch
- abp Luciano Angeloni (1989 – 1993) Włoch
- abp Edoardo Rovida (1993 – 2002) Włoch
- abp Alfio Rapisarda (2002 – 2008) Włoch
- abp Rino Passigato (2008 – 2019) Włoch
- abp Ivo Scapolo (2019 – 2025) Włoch